# Parc de la Villette

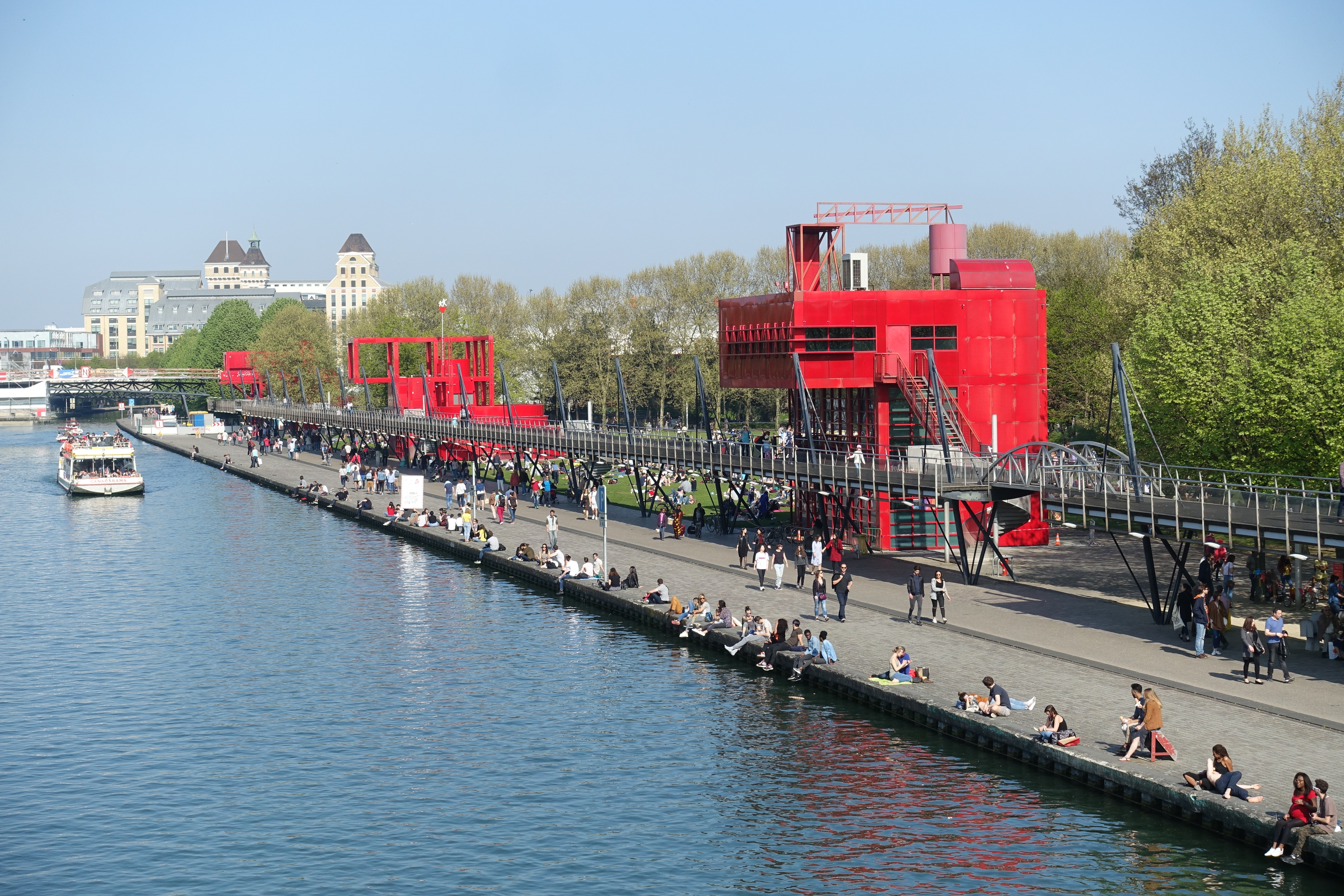
Parc de la Villette – Sicht auf drei der von Tschumi entworfenen Punkte

Der Parc de la Villette ist der größte Park und die zweitgrößte Grünfläche von Paris. Er liegt im 19. Arrondissement und wird vom Canal de l’Ourcq durchquert.
Die von Architekt Bernard Tschumi entworfene, 35 ha große Anlage wurde 1983 eröffnet.

## Geschichte
Bis 1974 standen auf dem Gelände große Schlachthöfe (abattoirs de la Villette) aus dem 19. Jahrhundert, die zwar 1963–1969 mit großem Aufwand modernisiert, dann aber als Fehlplanung geschlossen wurden.

## Konzeption

Tschumis Elemente

Bernhard Tschumi orientierte sich an der futuristischen Gestaltung des 1984 auf dem Gelände eröffneten Zénith.
Die Elemente des Parks sind frühe Beispiele für dekonstruktivistische Architektur.
Seine Konzeption basiert auf drei Raumebenen:
- Die Punkte – 26 als folies (Verrücktheiten) bezeichnete rote Bauwerke mit jeweils unterschiedlichen Funktionen (z. B. Café, Fastfood-Restaurant, Ticketkiosk, Informations- und Ausstellungsraum oder Kinderspielburg) – verteilen sich als geordnetes Raster auf dem Gelände des Parks und sind die auffälligsten Elemente des Gesamtkonzepts.
- Die Wege im Park sind die Linien, größtenteils blau gepflasterte Promenaden.
- Die Flächen heißen in Tschumis Konzept prairies (Wiesen) und stellen sich im Park als zehn Themengärten dar.

### Gebäude im Park
In den 1980er und 90er Jahren wurden sukzessive mehrere Großprojekte realisiert.
- der Zénith von 1984, ein Zeltbau für Popkonzerte zwischen dem Canal de l’Ourcq und dem Boulevard périphérique, stand bereits vor der Eröffnung des Parks
- das IMAX-Kino (3D-Kino) La Géode, ein kugelförmiger Edelstahlbau mit 36 Metern Durchmesser (Eröffnung Mai 1985)
- die Cité des sciences et de l’industrie, das größte populärwissenschaftliche Museum Europas. Der fast 300 Meter lange Bau von Adrien Fainsilber wurde 1986 eröffnet und füllt den Nordosten den Parks. Der Komplex ist ein Umbau eines großen Schlachthofs aus den 1960er Jahren.
- das Conservatoire National Supérieur de Musique et de Danse de Paris am Südrand des Parks, erbaut von Architekt Christian de Portzamparc im Jahre 1990.
- das Konzerthaus Cité de la musique an der Südostecke. Fertiggestellt 1995, ebenfalls von de Portzamparc, mit dem Musée de la musique[1]

Weitere Attraktionen des Parks sind das Konzert-Zirkuszelt Le Cabaret Sauvage sowie das Unterseeboot Argonaute, beide nördlich des Kanals gelegen.
Einige ältere Gebäude der ehemaligen Schlachthöfe blieben erhalten. Dazu gehören:
- das zum Ausstellungsraum umgebaute Maison de la Villette (Nordwestecke)
- La Grande halle an der Place de La Fontaine aux Lions
- das Fondoir à suif (1867).

Die alte Viehbörse (pavillon de la bourse) wird als Theater genutzt. In den ehemaligen Gebäuden der Post und des Polizeipostens am südwestlichen Parkrand sind heute die Verwaltungsbüros (Cité administrative) untergekommen. Nicht erhalten blieb hingegen das Hippodrome de Paris, das auf der Fläche zwischen dem heutigen Zénith und der Cité de la musique seinen Platz hatte.